# 卡永扎縣
1°51′S 30°39′E / 1.850°S 30.650°E

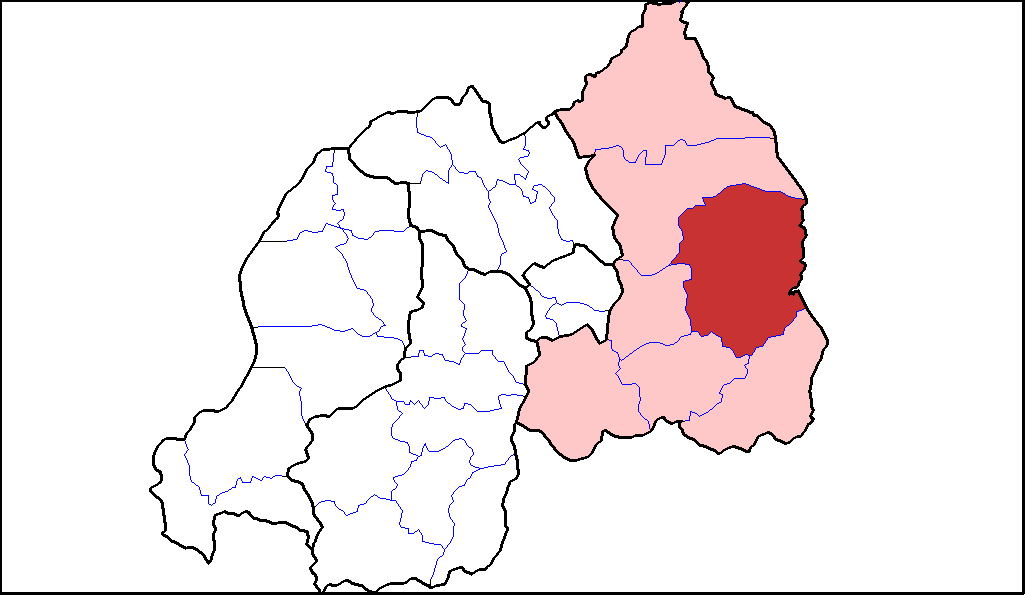

卡永扎縣（Kayonza District），是盧旺達的縣份，位於該國東部，由東部省負責管轄，首府設於穆卡蘭熱，面積1,937平方公里，2012年人口344,157，人口密度每平方公里180人。